# Liriomyza euphorbiana
Liriomyza euphorbiana este o specie de muște din genul Liriomyza, familia Agromyzidae, descrisă de Friedrich Georg Hendel în anul 1931.
Este endemică în Insulele Canare. Conform Catalogue of Life specia Liriomyza euphorbiana nu are subspecii cunoscute.